# Ari Shtérnfeld
Ari Abramóvich Shtérnfeld (en ruso Ари Абрамович Штернфельд; Sieradz, Polonia, 14 de mayo de 1905 - Moscú, URSS, 5 de julio de 1980) fue un matemático e ingeniero de origen polaco naturalizado soviético, que desarrolló el cálculo de trayectorias espaciales óptimas, siendo uno de los primeros especialistas en el campo de la astronáutica.

## Semblanza

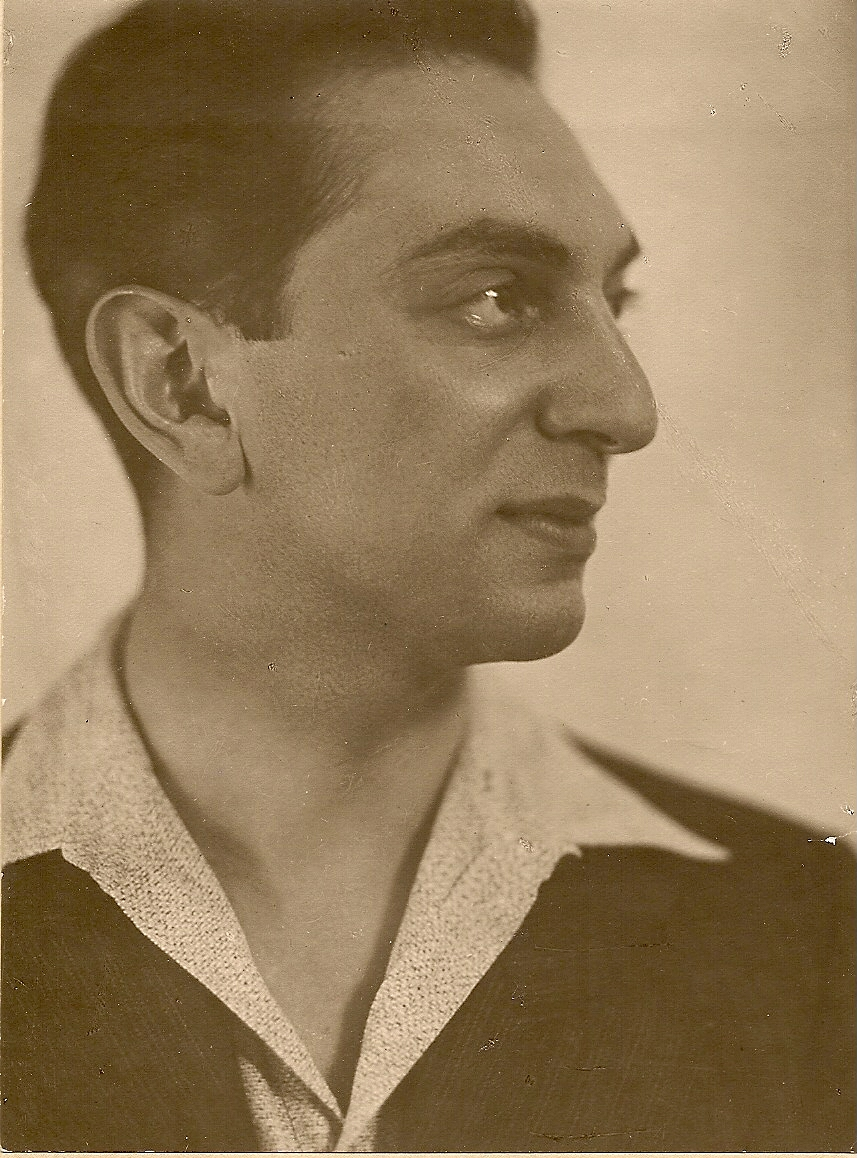
Shtérnfeld en 1932

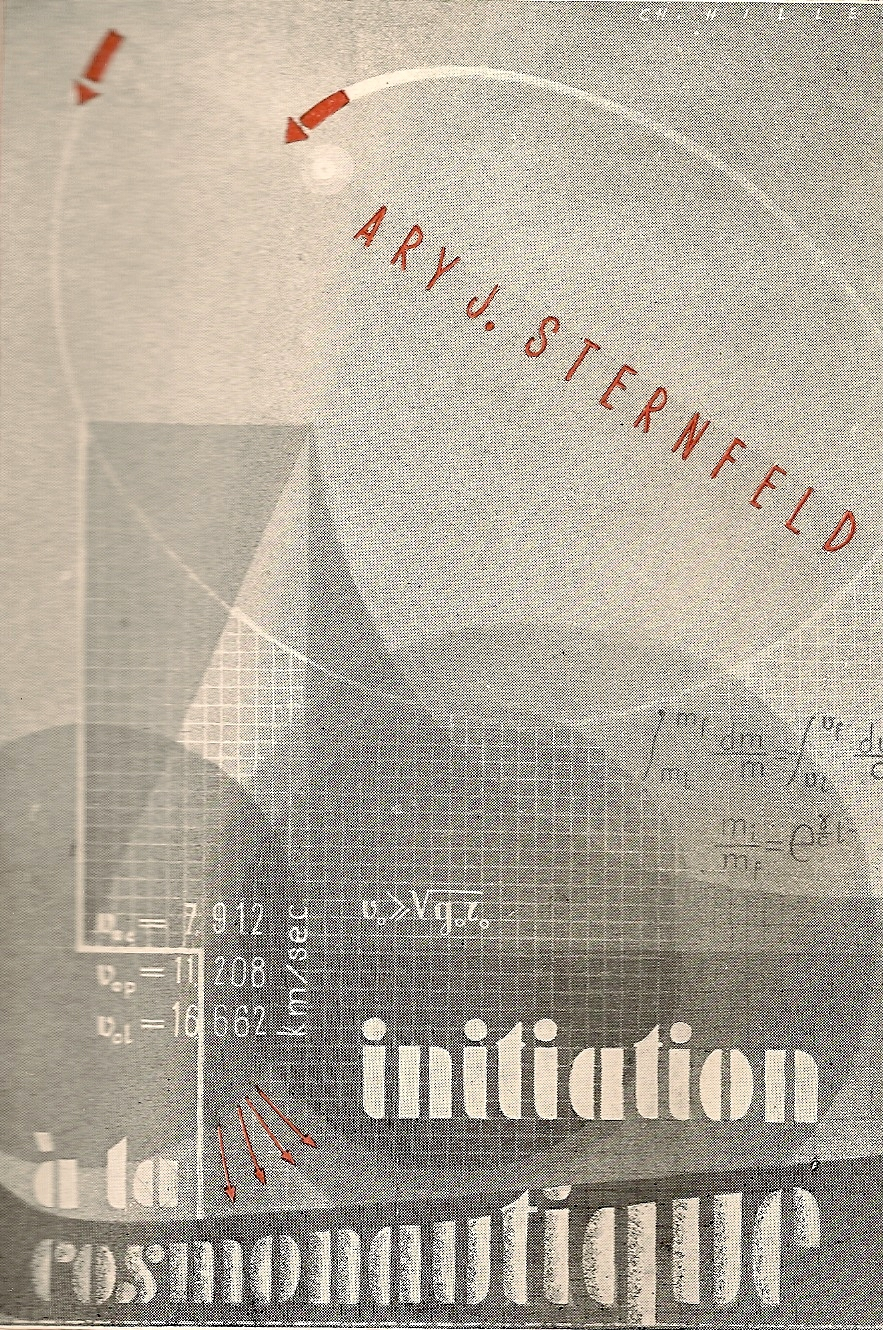
Portada de la edición francesa de su obra "Iniciación a la cosmonáutica"

Shtérnfeld realizó sus estudios primarios en Łódź, cursando sus estudios superiores en la Universidad de Cracovia, y posteriormente en París y Nancy. En 1934 presentó ante la Academia de Ciencias de Francia el desarrollo de la órbita de transferencia bielíptica, (conocida como de Sternfeld), extensión de la transferencia de Hohmann que describe la trayectoria más económica entre dos órbitas circulares. Calculó igualmente las características de decenas de trayectorias interplanetarias óptimas, utilizadas posteriormente sobre todo por las sondas de exploración de la Luna (Programa Luna) y de Venus.
En 1935, como consecuencia de su intercambio de correspondencia con Konstantín Tsiolkovski y debido al mínimo interés que por entonces suscitaba la astronáutica en Francia, se trasladó al Instituto de Investigación Científica de Moscú, y más adelante al Instituto Técnico Metalúrgico de Serov (Ural). Adquirió la nacionalidad soviética en 1936.

## Obras destacadas
Autor de numerosas obras traducidas a 31 lenguas:
- Iniciación a la cosmonáutica, 1929-1933
- Vuelos interplanetarios (1954)
- Los satélites artificiales (1955)
- Vuelo en el espacio mundial (1956),

## Reconocimientos
Fue galardonado con numerosas distinciones:
- Premio Internacional de Astronáutica Galabert (1963)
- Miembro honorario de la Academia Lorraine de las Ciencias (1966)
- Doctor honoris causa por la Universidad de Nancy (1961, repuesto en 1977)
- Ciudadano de honor de la ciudad de Sieradz (1963)
- Doctor en Ciencias Técnicas por la Academia de Ciencias de la URSS (1965)
- Diploma de Maestro Emérito de la Ciencia y de la Técnica de la URSS

## Eponimia
- El cráter lunar Sternfeld lleva este nombre en su memoria.[2]